# Kermené
Kermené ist eine französische Großschlachterei aus der Bretagne. Pro Jahr werden 215.000 t Fleisch verarbeitet.
Kermené ist eine Tochtergesellschaft und somit ein wichtiger Fleischwaren-Lieferant der Handelskette E.Leclerc. Sie besitzt Standorte in Saint-Jacut-du-Mené, Collinée, Vildé-Guingalan, Saint-Léry und Trélivan sowie ein Logistikzentrum in Saint-Onen-la-Chapelle.